# Anti-PCSK9
Les anti-PCSK9 constituent une classe de médicaments dits hypolipémiants utilisés dans le traitement de l'hypercholestérolémie.
Ce sont des anticorps monoclonaux qui agissent en inhibant la proprotéine convertase subtilisine/kexine de type 9 (PCSK9), enzyme codée par le gène du même nom, situé sur le chromosome 1 humain, qui participe au métabolisme du cholestérol mais d'autres molécules, par voie orale, sont en cours de développement.

## Membres
Deux anti-PSCK9 ont été approuvés par la FDA américaine : l'alirocumab est commercialisé en 2015 sous le nom de Praluent par Sanofi, et l'évolocumab commercialisé en 2015 sous les noms de Repatha et Amgem pour Régéneron Pharmaceuticals.
Le MK-0616 est en cours de test. Il se prend sous forme de comprimés une fois par jour, avec des résultats comparables dis-à-vis de la réduction du LDL cholestérol, sans preuve, pour l'instant, de réduction des accidents cardiovasculaires.
L'inclisiran est un petit ARN interférent en cours de développement, dont l'avantage théorique est de ne nécessiter qu'une administration tous les six mois.
Le lerodalcibep est une protéine recombinante qui se fixe sur le PSCK9 en l'inhibant. Il peut être donné par voie orale de manière hebdomadaire et permet une baisse importante du LDL cholestérol.

## Utilisation
- Le 24 juillet 2015, l’alirocumab reçoit un avis favorable du Comité des médicaments à usage humain (CHMP) de l’Agence européenne des médicaments (EMA) dans le traitement de l’hypercholestérolémie familiale chez les patients incapables de contrôler leur cholestérol malgré la prise des doses optimales de statines ou qui ne peuvent pas prendre des statines[3].
- Le 22 mai 2015, l'Agence européenne des médicaments (EMA) autorise l'utilisation de l'évolocumab dans le traitement de l’hypercholestérolémie familiale chez les patients incapables de contrôler leur cholestérol malgré la prise des doses optimales de statines ou qui ne peuvent pas prendre statines[4].
- Le 27 août 2015, l’évolocumab est autorisé par la Food and Drug Administration (FDA)[5]. Les indications américaines de ce nouvel hypolipémiant s’appliquent non seulement à l’hypercholestérolémie familiale mais aussi à la prévention cardiovasculaire secondaire.

## Recherche
L'administration d'un anti-PSCK9 au cours d'un COVID 19 semble diminuer le risque de recours à une intubation orotrachéale ainsi que la mortalité de la maladie. Ceci serait dû à son action anti-inflammatoire, avec, en particulier, la diminution du taux sanguin d'interleukine 6.
Les anti-PCSK9 réduiraient de manière significative le risque d’accident vasculaire cérébral, sans augmenter la mortalité ni le risque d’événements neurologiques indésirables.
Ils auraient une efficacité sur la prévention de la survenue d'une maladie thromboembolique veineuse.

## Marché
En 2015, un an de traitement par Praluent est évalué à 14 600 dollars ce qui crée une polémique sur son remboursement par les gestionnaires américains de régimes d'assurance-santé.
En France, en 2022, le coût annuel du traitement par l'alicorumab est de 5 400 euros.